# U20-Eishockeynationalmannschaft der Republik China
Die U20-Eishockeynationalmannschaft der Republik China (Taiwan) vertritt den Eishockeyverband Taiwans in der U20-Junioren-Leistungsstufe bei internationalen Wettbewerben. Sie spielt bei Weltmeisterschaften in der niedrigsten Leistungsstufe, der Division III.
Die Mannschaft trat erstmals 2010 bei Weltmeisterschaften an, in der untersten Division III. Bereits beim zweiten Spiel errang man den ersten Sieg, 7:4 gegen die Türkei. Im Spiel um Platz 5 traf man erneut auf die Türkei und sicherte sich mit 6:3 den 5. Platz. Im Folgejahr 2011 holte man nur einen Punkt aus sechs Spielen und landete abgeschlagen auf dem letzten Platz. Im selben Jahr nahm man auch am University Challenge Cup teil, wo man gegen die besten asiatischen U20-Mannschaften Japan und Südkorea zweistellig unterlag und auf dem letzten Platz landete. 2012 verzichtete man auf die Weltmeisterschaft und nahm nur am jetzt U20 Challenge Cup of Asia genannten Wettbewerb teil. Auch hier war man hoffnungslos unterlegen, Tiefpunkt war ein 0:26 gegen die Vertretung der russischen Juniorenliga MHL.
Nach einer längeren Pause nahm die neu aufgestellte Mannschaft im September 2016 an einem Freundschaftsturnier in Hongkong teil. Bei der Rückkehr in die Weltmeisterschaft 2017 gelang nur ein Sieg, im Spiel um Platz 7 gegen Südafrika. Im Folgejahr traf man in der neu eingerichteten Qualifikation zur Division III erneut auf Südafrika, unterlag jedoch zweimal. Der dritte Teilnehmer Turkmenistan hatte kurzfristig abgesagt. 2019 startete man wieder in der Division III und erreichte dort den sechsten Platz bei acht Teilnehmern, 2020 den siebten Platz bei ebenfalls acht Teilnehmern. Bei beiden Turnieren gab es bei je fünf Spielen nur einen Sieg, beide gegen Südafrika. Bei der Weltmeisterschaft 2022 gelang erstmals der Aufstieg in die Division II.

## Weltmeisterschaften
- 2010: 5. Division III (39. insgesamt)
- 2011: 7. Division III (41. insgesamt)
- 2012–16 nicht angetreten
- 2017: 7. Division III (41. insgesamt)
- 2018: 2. Qualifikation zur Division III (42. insgesamt)
- 2019: 6. Division III (40. insgesamt)
- 2020: 7. Division III (41. insgesamt)
- 2021: keine Austragung
- 2022: 1. Division III, Aufstieg in die Division IIB (35. insgesamt)
- 2023: 5. Division IIB (33. insgesamt)
- 2024: 6. Division IIB, Abstieg in die Division IIIA  (34. insgesamt)
- 2025: 2. Division IIIA  (36. insgesamt)

## Regionale Wettbewerbe
- IIHF University Challenge Cup of Asia 2011: 4. von 4
- IIHF U20 Challenge Cup of Asia 2012: 5. von 5